# Маланюк Петро Михайлович
Петро́ Миха́йлович Маланю́к (псевдо: «Лис»; 24 вересня 1927, Микитинці, Станиславівське воєводство — 28 квітня 2002, Микитинці, Івано-Франківська область) — учасник українського національно-визвольного руху, член ОУН та вояк УПА. Радянський політв'язень.

## Життєпис
Народився 1927 року в селі Микитинці, що в околицях сучасного Івано-Франківська. Навчався в Станиславівській торговій школі. 
Навесні 1944 року приєднався до збройних формувань українських повстанців. Пройшов вишкіл у Чорному Лісі та був зарахований стрільцем у сотню «Шрама» ВО-4 «Говерла» УПА-Захід. Невдовзі разом з побратимами кілька разів брав участь у засідках на німецьких і мадярських окупантів. З наближенням фронту сотня «Шрама» разом з іншими загонами перебазувалася в Карпати й опинилася в тилу частин радянської армії. У період з осені 1944 до січня 1945 рр. воював у сотні «Шума» куреня «Благого»; від літа 1945 року — ройовий сотні «Звірі» куреня «Смертоносці»; з другої половини 1946 до літа 1947 рр. — виконувач обов'язків бунчужного куреня. Наприкінці літа 1947 року призначений керівником пропаганди Тисменицького районного проводу ОУН.
У 1948 році відбулася реорганізація, внаслідок якої відділи УПА були розформовані, а усі хто залишався зі зброєю в руках переходили до збройного підпілля. Як наслідок, навесні 1949 року Петро Маланюк повернувся до рідних Микитинців.  Відтоді аж до осені 1959 року перебував на нелегальному становищі, понад десятиліття переховуючись переважно на горищі батьківської оселі.
27 жовтня 1959 року був викритий та заарештований опергрупою Управління КДБ в Станіславській області. Позаяк більшість побратимів Петра Маланюка по боротьбі в лавах УПА та ОУН на той час вже загинули чи понесли покарання, то його свідчення не мали надто великої ваги для слідства. З урахуванням давності злочину 14 січня 1960 року був засуджений радянською владою до шести літ позбавлення волі у виправно-трудовій колонії без обмеження в правах і конфіскації майна.
Після відбуття покарання повернувся до Микитинців, де й прожив залишок свого життя. У добу радянської «перебудови» та  відновлення Незалежності України став одним з найактивніших учасників процесів національно-культурного відродження в рідному селі: вперше підняв там синьо-жовтий прапор, долучився до реставраційних робіт, спрямованих на відновлення микитинецької церкви, виступив ініціатором та жертводавцем заходів зі спорудження капличок в поселенні. 

## Вшанування пам'яті
Згідно із рішенням Івано-Франківської міської ради 8-го демократичного скликання від 13.04.2022 р. № 71-22 «Про перейменування вулиць» колишній вулиці Декабристів у Микитинцях було присвоєно ім'я Петра Маланюка.